# Angelo Zankl
Padre
Angelo Zankl (Almena, 19 aprile 1901 – Collegeville, 12 luglio 2007) è stato un religioso statunitense, monaco benedettino che servì per un periodo di 86 anni, stabilendo così un record mondiale tuttora imbattuto.
Fece i voti monastici l'11 luglio 1921 all'Università di St.John a Collegeville in Minnesota e fu ordinato sacerdote il 29 maggio 1926. Morì a 106 anni, il 12 luglio 2007.

## Fonti
- https://web.archive.org/web/20110930204415/http://www.saintjohnsabbey.org/obituaries/angeloz.html
- https://www.cnn.com/2009/US/04/30/oldest.monk.obit/index.html